# Hermann Buhl

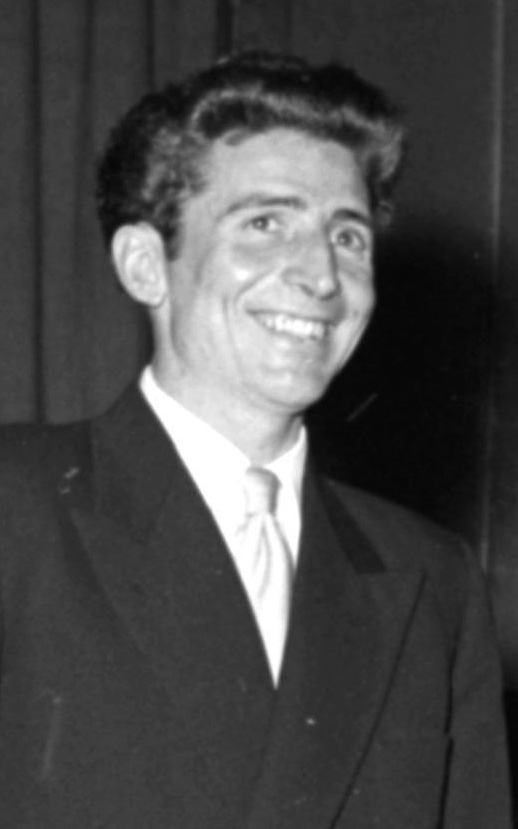
Hermann Buhl, 1953

Hermann Buhl, född 21 september 1924 i Innsbruck, Tyrolen, död 27 juni 1957 på berget Chogolisa i Karakoram i Pakistan, var en österrikisk bergsbestigare. 

## Bestigningar
- 1953 Nanga Parbat
- 1957 Broad Peak

Buhl var förste man att år 1953 helt ensam bestiga det 8167 meter höga Nanga Parbat. Före Buhls försök hade 31 människor omkommit på det mycket farliga berget. Ingen annan hade tidigare ensam bestigit ett så högt berg och Buhl blev därmed den förste människan, som ensam besteg ett berg högre än 8000 meter. 
År 1957 var Buhl med på en expedition som tillsammans gjorde den första bestigningen av Broad Peak. Några veckor efter succén på Broad Peak försökte Buhl att tillsammans med Kurt Diemberger bestiga Chogolisa, men nära toppen föll emellertid Buhl och efter det har man inte kunnat hitta honom.

## Citat av och om Buhl
"Mountaineering is a relentless pursuit. One climbs further and further yet never reaches the destination. Perhaps that is what gives it its own particular charm. One is constantly searching for something never to be found."
- Hermann Buhl
"Ahead of us gleamed a radiance, enfolding every wish life could conjure, enfolding life itself. Now was the moment of ineffable truth... this was utter fulfillment... There we stood, speechless, and shook hands in silence. We looked down at the snow underfoot, and to our amazement it seemed to be aglow. Then the light went out." 
- Kurt Diemberger